# Maykon Kennedy do Nascimento
Maykon Kennedy do Nascimento (né le 23 mai 1997) est un athlète brésilien, spécialiste du 400 m.
Il remporte en 46 s 73 les Championnats sud-américains juniors à Cuenca en mai 2015.